# Megalopolis (film)
Megalopolis è un film del 2024 scritto, diretto e co-prodotto da Francis Ford Coppola.

## Trama
La «favola» di Coppola si svolge a New Rome, una città distopica e degradata che unisce usi e costumi della New York odierna e della Roma antica; così, in mezzo ai grattacieli, c’è un Colosseo dove si svolgono gare con le bighe e di lotta libera. La città è governata da un'élite di famiglie patrizie: esse si godono piaceri proibiti mentre i comuni romani vivono in povertà.
L'architetto Cesar Catilina, una delle più importanti personalità di New Rome, ha vinto il premio Nobel per aver inventato il rivoluzionario Megalon, un materiale da costruzione estremamente resistente al tempo; inoltre, l'uomo ha segretamente la capacità di fermare il tempo. Catilina è anche un forte alcolista dilaniato dai sensi di colpa per il suicidio di sua moglie, che pensa si sia tolta la vita perché lui era troppo dedito al lavoro e per la cui tragedia, anni prima, era stato indagato come omicida dal corrotto procuratore distrettuale Francis Cicero. Ora questi è divenuto sindaco di New Rome e vuole impedire a Catilina di utilizzare il suo Megalon per ricostruire la città e far nascere la comunità urbana di Megalopolis: avendo una visione assai più conservatrice, preferisce evitare spese folli dando nuovo lustro alla metropoli con uno spettacolare casinò che garantisca entrate fiscali immediate. A dare man forte a Catilina c’è il suo ricchissimo zio Hamilton Crasso III, il quale ha come nipote anche Clodio, un individuo depravato e innamorato della figlia di Cicero, Julia.
Catilina viene lasciato dalla sua giovane amante e showgirl Wow Platinum, che lo considera troppo attaccato al ricordo della moglie, e durante uno scontro con Cicero in diretta televisiva, l'architetto e Julia si conoscono; inizialmente non si sopportano, ma presto lui impressiona lei con la sua visione per Megalopolis, spiegando che New Rome ha bisogno di una grande visione artistica per liberarsi dalla sua inerzia politica e sbloccare il suo pieno potenziale. Julia peraltro incuriosisce Cesar dimostrando di essere l'unica persona che può ancora muoversi quando l’architetto ferma il tempo. Diventano infine amanti.
Wow sposa Hamilton, che con l’età diventa sempre più manipolabile. Clodio vuole approfittare di ciò per ereditare la banca Crasso ma intanto cerca vendetta su Catilina. Fa quindi trapelare un video in cui l’architetto fa sesso con una cantante minorenne, ma presto Julia scopre che la registrazione era stata manipolata e in realtà la ragazza ha ventitré anni facendo scagionare il suo amato, che era stato prontamente fatto arrestare da Cicero. Nel frattempo, un satellite sovietico si schianta sulla Terra, distruggendo gran parte di New Rome. Cesar inizia a costruire Megalopolis tra le rovine finanziando i lavori con la fortuna della sua famiglia. In una conferenza stampa, sostiene poi audaci progetti artistici che mostrano alla gente quanto sia possibile avere un mondo migliore. Tuttavia, l'alto costo della costruzione di Megalopolis contrasta con la povertà nelle strade: Clodio si erge subito a leader populista e incoraggia i comuni romani a opporsi al grandioso disegno.
Julia rimane incinta e cerca di mediare la pace tra Cesar e Cicero portando suo padre a vedere il cantiere di Megalopolis. Egli non è ancora impressionato dall'utopismo di Cesar e lo supplica di lasciare Julia. In cambio gli offre la confessione secondo cui, quand’era procuratore distrettuale, sapeva che la moglie di Cesar si era suicidata e aveva comunque perseguito con cattiveria l’architetto. Catilina però rifiuta, così il sindaco è costretto suo malgrado ad arrendersi all’amore tra sua figlia e il premio Nobel, ai quali nasce una figlia, Sunny Hope. Anche Wow però cerca di costringere Cesar a lasciare Julia e a sposarla congelando il conto dell’uomo alla banca Crasso. Arruola poi Clodio per manipolare Hamilton affinché ceda il controllo delle sue attività. Quando l’anziano uomo scopre il doppio gioco di suo nipote, ha un forte malore. Clodio assume un assassino per uccidere Cesar, ma questi sopravvive e i medici usano Megalon per ricostruirgli il cranio.
Catilina e Cicero si alleano dopo che i sostenitori di Clodio, in piena rivolta, tentano di assaltare Megalopolis e il municipio. Clodio e Wow scherniscono un Hamilton ormai costretto a letto, ma egli imbraccia una balestra, uccide Wow e ferisce Pulcher. Catilina affronta i rivoltosi, supplicandoli di credere nella sua visione di un futuro migliore. Il suo discorso conquista la folla, che si ribella a Clodio e lo appende a testa in giù. Con il rinnovato supporto finanziario di Hamilton, Cesar completa finalmente Megalopolis; Cicero promette di aiutarlo nei suoi futuri progetti. Alla vigilia di Capodanno, Catilina e Julia fermano nuovamente il tempo e si scopre che Sunny Hope ora è l’unica a non essere influenzata da tale potere: il futuro è già iniziato.

## Produzione

### Sviluppo
Coppola ha cominciato ad abbozzare la sceneggiatura nel 1978 durante le riprese di Apocalypse Now, ma molte battute di arresto hanno portato a ritardi consistenti nel prosieguo della produzione. Solo nel 2019 egli ha ripreso in mano una volta per tutte le redini del progetto, autofinanziandoselo: per raggiungere il budget di 120 milioni di dollari ha, infatti, dovuto vendere una parte della sua azienda vinicola californiana.
L'autore ha raccolto, per quarant'anni,
Il colossal è una tragedia romana nel mondo contemporaneo, prendendo spunto dal De Catilinae coniuratione di Gaio Sallustio Crispo, e Coppola aggiunge che
Il regista, infine, sostiene che l'America di oggi sia la «nuova Roma», con tutte le guerre vinte e la sua tecnologia all'avanguardia. Per questo motivo, gran parte dei personaggi del film presenta un nome romano:

### Casting
Coppola, prima di scritturare Driver, aveva pensato a Christian Bale per il ruolo del protagonista che è ispirato alla figura di Robert Moses, urbanista a cui si deve la modernizzazione di New York. Il regista aveva espresso il desiderio di avere anche Oscar Isaac nel film, e molte voci davano Forest Whitaker nei panni di Francis Cicero. James Caan era in trattative, ma è morto prima di trovare un accordo con la produzione.
Il film vede di nuovo insieme Jon Voight e Dustin Hoffman cinquantacinque anni dopo Un uomo da marciapiede.

### Riprese
Le riprese erano inizialmente previste a Cinecittà; il film è stato girato sull'innovativo palcoscenico a LED installato nel Prysm Stage degli Trilith Studios in Atlanta, Georgia.

## Promozione
Un'immagine introduttiva è stata pubblicata dalla rivista Vanity Fair a fine aprile 2024, mentre il primo teaser trailer ha avuto diffusione sul web il successivo 4 maggio. Dieci giorni dopo Coppola ha pubblicato sui social il primo trailer ufficiale, seguito dal poster svelato nell'agosto dello stesso anno. Un secondo spot è stato proposto il successivo settembre.
Poster e trailer italiani sono stati proposti il 17 settembre.

## Distribuzione
Il film è stato presentato in anteprima mondiale il 16 maggio 2024 in concorso alla 77ª edizione del Festival di Cannes. In Nordamerica è uscito il successivo 27 settembre con Lions Gate Entertainment; in Italia il film è stato distribuito da Eagle Pictures il 16 ottobre 2024 dopo l'anteprima alla Festa del Cinema di Roma.

## Accoglienza

### Incassi
A fronte di un budget di 120 milioni di dollari, la pellicola ha incassato 7629085 $ in Nord America e 6758069 $ nel resto del mondo, per un totale di 14387154 $, rivelandosi un flop al botteghino.
Nel primo weekend di programmazione in patria, ha esordito al sesto posto nella classifica degli incassi, totalizzando 4 milioni di dollari.

### Critica
Il film ha ricevuto recensioni generalmente miste da parte della critica. Sull'aggregatore di recensioni Rotten Tomatoes ha un indice di gradimento del 45% basato su 300 recensioni, su Metacritic ottiene un punteggio di 55 su 100 basato su 60 recensioni.
Una prima e riservata proiezione di Megalopolis a New York è stata accolta con commenti contrastanti da parte dei rappresentanti degli studios, che hanno sollevato preoccupazione per la resa del film al botteghino. A tal proposito, Coppola aveva dichiarato di andare a Cannes anche per cercare qualcuno che corresse il rischio di distribuirlo globalmente, e pian piano alcune società si sono fatte avanti per aggiudicarselo, perfino prima della presentazione al Festival, di modo da portarlo nelle sale delle principali nazioni europee.
La proiezione a Cannes è stata accolta con qualche fischio e molti applausi e le recensioni si sono divise tra entusiasmo e critiche spietate, quasi senza vie di mezzo. Claudia Catalli su Wired per esempio critica le «derive narrative e visive che mescolano senza criterio realtà e fantascienza, animazione e materiali di repertorio». Davide Stanzione su Best Movie ne parla come «testamento autolesionista, al contempo viaggio allucinato nelle ossessioni di un artista e Babilonia di riferimenti e citazioni che oscilla, senza alcun timore né pudore, dal kitsch al trash duro e puro: un colossale scult d’autore». Più entusiasta, invece, è il commento di Raffaele Meale che su Quinlan loda questo «sogno lungo un giorno dell’era digitale». Sergio Sozzo su Sentieri Selvaggi arriva a magnificare questo «cinema ancora alla ricerca del materiale con cui modellare il futuro». Molto positivo anche Teo Youssoufian su CineFacts che scrive che «è un'opera immensa, gonfia, bulimica, gargantuesca e immaginifica ed è quel tipo di Cinema che non si vedeva da troppo tempo e che difficilmente potremo vedere ancora». La Redazione di Moviemag.it lo critica aspramente: «Megalopolis è il sogno lungo una vita di Francis Ford Coppola. Con le premesse di essere un grande kolossal, finisce schiacciato dal peso stesso delle sue ambizioni».
Ai Razzie Awards 2024 il film ha ottenuto cinque candidature, vincendo per il Peggior regista a Coppola e per il Peggior attore non protagonista a Voight.

## Riconoscimenti
- Festival di Cannes[43]
  - In concorso per la Palma d'oro

- Razzie Awards
  - Peggior attore non protagonista a John Voight
  - Peggior regia a Francis Ford Coppola
  - Candidatura a peggior film
  - Candidatura a peggior attore non protagonista a Shia LeBeouf
  - Candidatura a peggior sceneggiatura a Francis Ford Coppola
  - Candidatura peggior combinazione all'intero cast

## Casi mediatici

### Accuse di molestie
Il 9 dicembre 2022 Coppola ha licenziato la maggior parte degli addetti agli effetti visivi, poi è toccato al resto della squadra incluso il supervisore Mark Russell. Nel corso delle riprese diversi membri della troupe hanno abbandonato il film, tra cui la scenografa Beth Mickle e il direttore artistico David Scott insieme al suo staff. Coppola e Driver hanno contestato il rapporto con il cast tecnico, affermando che, malgrado alcuni intoppi, la produzione era sempre nei tempi previsti ed entro il budget stabilito. Un membro della troupe ha dichiarato:
Coppola è stato anche accusato di molestie sul set: secondo qualcuno avrebbe infatti baciato alcune comparse a seno nudo durante le riprese, ma il co-produttore esecutivo Darren Demeter ha prontamente ridimensionato questo scenario:
Coppola è stato di nuovo, poco tempo dopo, accusato di comportamenti inappropriati verso la comparsa Rayna Menz sulla base di alcuni video fatti di nascosto durante le riprese. Tuttavia la stessa attrice ha prontamente difeso il regista:

### Il trailer cancellato
Il 21 agosto 2024 la Lions Gate propone un nuovo trailer che poi prontamente ritirato in quanto pieno di finte recensioni negative riguardanti altri film di Coppola: come a dimostrare che anche i più famosi critici possono sbagliare, venivano infatti illustrate pesanti stroncature per Il padrino, Apocalypse Now e Dracula di Bram Stoker da parte di storici esperti di cinema che in realtà non avevano mai proferito certe espressioni. La società statunitense ha immediatamente posto le proprie scuse al regista e alla Zoetrope e licenziato il responsabile del marketing. Molti ipotizzano che, interrogando ChatGPT per cercare giudizi negativi sui film di Coppola, l'IA abbia finito per inventarsele di sana pianta.